# Vodo Cadore
Vodo di Cadore là một đô thị ở tỉnh Belluno trong vùng Veneto, có vị trí cách khoảng 110 km về phía bắc của Venice và khoảng 30 km về phía bắc của Belluno. Tại thời điểm ngày 31 tháng 12 năm 2004, đô thị này có dân số 923 và diện tích 46,8 km².
Đô thị Vodo di Cadore có các frazioni (các đơn vị trực thuộc, chủ yếu là thôn làng) Peaio and Vinigo.
Vodo di Cadore giáp các đô thị: Borca di Cadore, Calalzo di Cadore, Cibiana di Cadore, Forno di Zoldo, Pieve di Cadore, San Vito di Cadore, Valle di Cadore, Zoldo Alto, Zoppè di Cadore.